# Cerano
Cerano est une commune italienne d'environ 6 900 habitants, située dans la province de Novare, dans la région du Piémont, dans le nord-ouest de l'Italie.

## Géographie
Cerano est situé sur les rives du Tessin et du Terdoppio qui s'y jette par l'intermédiaire la roggia Cerana. Son altitude varie entre 115 et 140 m.

## Monuments et patrimoine

### Église paroissiale de la Nativité de la Vierge Marie
L'église a été probablement construite au XVe siècle. Elle a été restaurée au cours du XVIIe siècle avec quelques changements tels que l'élévation de la tour de la cloche à 45 m et la construction de la coupole.
Le 5 juin 1873 jusqu'en 1880, ont été engagés des travaux pour prolonger l'église avec la nouvelle façade en style Renaissance, riche en médaillons crénelés, statues, gables et balustres. La façade possède cinq statues en terre cuite représentant la Vierge, Saint-Jean, Saint-Joseph, Saint-Roch et le bienheureux.
L'église a trois nefs et une croix latine, surmontée d'une coupole décorée de stuc du XVIIe siècle, les chapiteaux et les cadres sont de l'ordre corinthien. Le côté droit à l'extérieur rejoint le temple du Bienheureux (saint Patron).
Au-dessus de l'autel on trouve célèbre retable de 1595, œuvre de jeunesse du peintre Giovan Battista Crespi, représentant « La Cène ».

### Église San Pietro
Situé près du cimetière sur le chemin du Tessin, l'église San Pietro est un bâtiment à trois nefs de quatre baies chacune avec un transept et une lanterne gothique. Le plan d'origine, en dépit des efforts du baroque et la période néo-classique, est resté pratiquement inchangé. 
La construction de l'église date probablement du XIIe ou XIIIe siècle car, en 1347, elle est mentionnée comme revenant à un Tornielli. Au XVIe siècle, elle a décliné puisque l'évêque Serbelloni en confie la protection de la confraternité de la Visitation, qui passe e commission à y peindre des fresques, maintenant dégradées, sur la façade. Une icône précieuse de la Vierge et l'Enfant du XVIe siècle se trouve sur l'autel.

### Couvent franciscain San Martino
Les frères franciscains ont été appelés à Cerano en 1880, après avoir eu une présence significative dans le pays de 1483 jusqu'au début du XIXe siècle pour promouvoir le culte en l'honneur du Beato Pacifico.
Les Franciscains ont acheté l'église San Martino et un nouveau couvent a été construit par l'architecte Ercole Marietti. L'église est reliée au couvent par un passage suspendu. Dans ce couvent, qui abrite des études scolaires et théologique de la province franciscaine, a étudié en 1892 le prêtre franciscain San Giuseppe Gambaro martyrisé en Chine en 1900.
Au cours de la Première Guerre mondiale, il a été réquisitionné pour un usage militaire, et en 1918, les frères enlèvent définitivement les meubles, y compris le chœur en bois de l'église. Ce dernier fonctionne encore dans le couvent de Ornavasso et l'autel en marbre a été transporté dans l'église de Veveri.

### Palais Gallarati Scotti
Le palais du duc Gallarati Scotti, situé sur la place G.B.Crespi et Via Scotti, est sûrement l'un des bâtiments les plus intéressants de la commune.
Il avait son entrée et sa façade principale donnant sur la place de l'église paroissiale, un grand jardin qui s'étend Via Borghetto, tandis que les écuries sont le long de l'actuelle via G.Matteotti.
Aujourd'hui, on peut voir une tour crénelée et certains salon sont toujours équipés de cheminées gigantesques et artistiques. Du palais faisait partie aussi une petite église située sur le côté de l'église paroissiale et actuellement utilisée par un organisme de bienfaisance local.

### Casa Langhi
Le long de la rue du même nom,se trouvait le château qui, des siècles plus tard, a cédé la place à la construction de la Casa Langhi et Bazzetta.
Ce bâtiment a été utilisé comme une école primaire avec son collège de Sœurs « Giuseppine de Novara » et plus tard comme un moulin à riz. Dans la maison, il y a encore la chapelle autorisée comme oratoire par le pape Pie VI dans  bulle papale de 1792 et confirmée par le pape Pie VII, le 7 décembre 1804.
Il s'y trouve encore des fresques intéressantes et dans le petit jardin ont survécu quelques vieux arbres.

## Administration
| Période                                  | Période | Identité | Étiquette | Qualité |
| ---------------------------------------- | ------- | -------- | --------- | ------- |
|                                          |         |          |           |         |
| Les données manquantes sont à compléter. |         |          |           |         |

### Communes limitrophes
Abbiategrasso, Boffalora sopra Ticino, Cassolnovo, Magenta, Robecco sul Naviglio, Sozzago, Trecate

## Personnalités liées à la commune
- Giovanni Battista Crespi, dit le Cerano. On a longtemps cru que ce peintre de la fin du XVIe et du début du XVIIe siècle avait été surnommé ainsi en référence la commune de Cerano, où l'on croyait qu'il était né. À l'occasion d'une exposition de ses œuvres tenue au Palais royal de Milan du 23 février au 5 juin 2005, les commissaires de l’exposition ont découvert, au cours de leurs recherches, qu’il était en fait né à Romagnano Sesia, non loin de Cerano, où toutefois sa famille déménagea plus tard (d'où la confusion).
- Le designer, architecte et illustrateur Enzo Mari est né à Cerano.